# زاوية كيوي
زاوية كيوي هي قرية في مقاطعة خلخال، إيران. عدد سكان هذه القرية هو 57 في سنة 2006.